# Dendrocnide
Dendrocnide är ett släkte av nässelväxter. Dendrocnide ingår i familjen nässelväxter.

## Bildgalleri

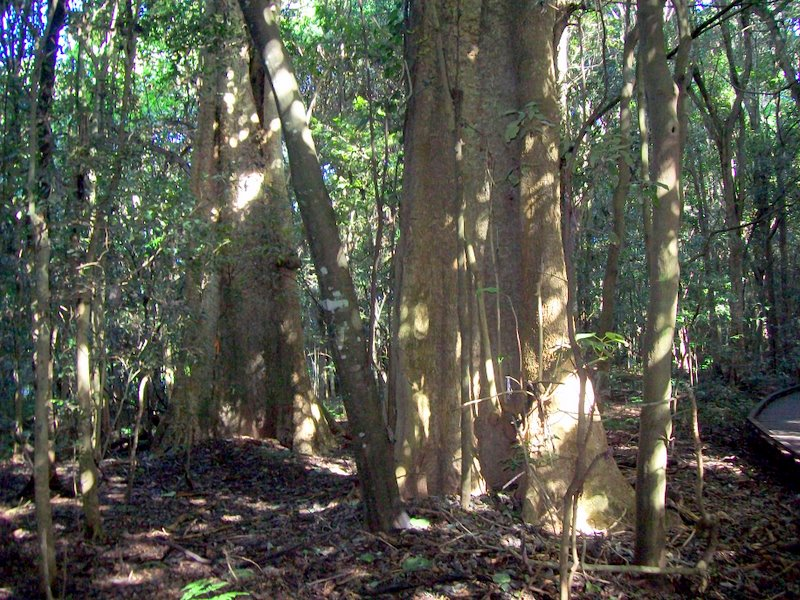
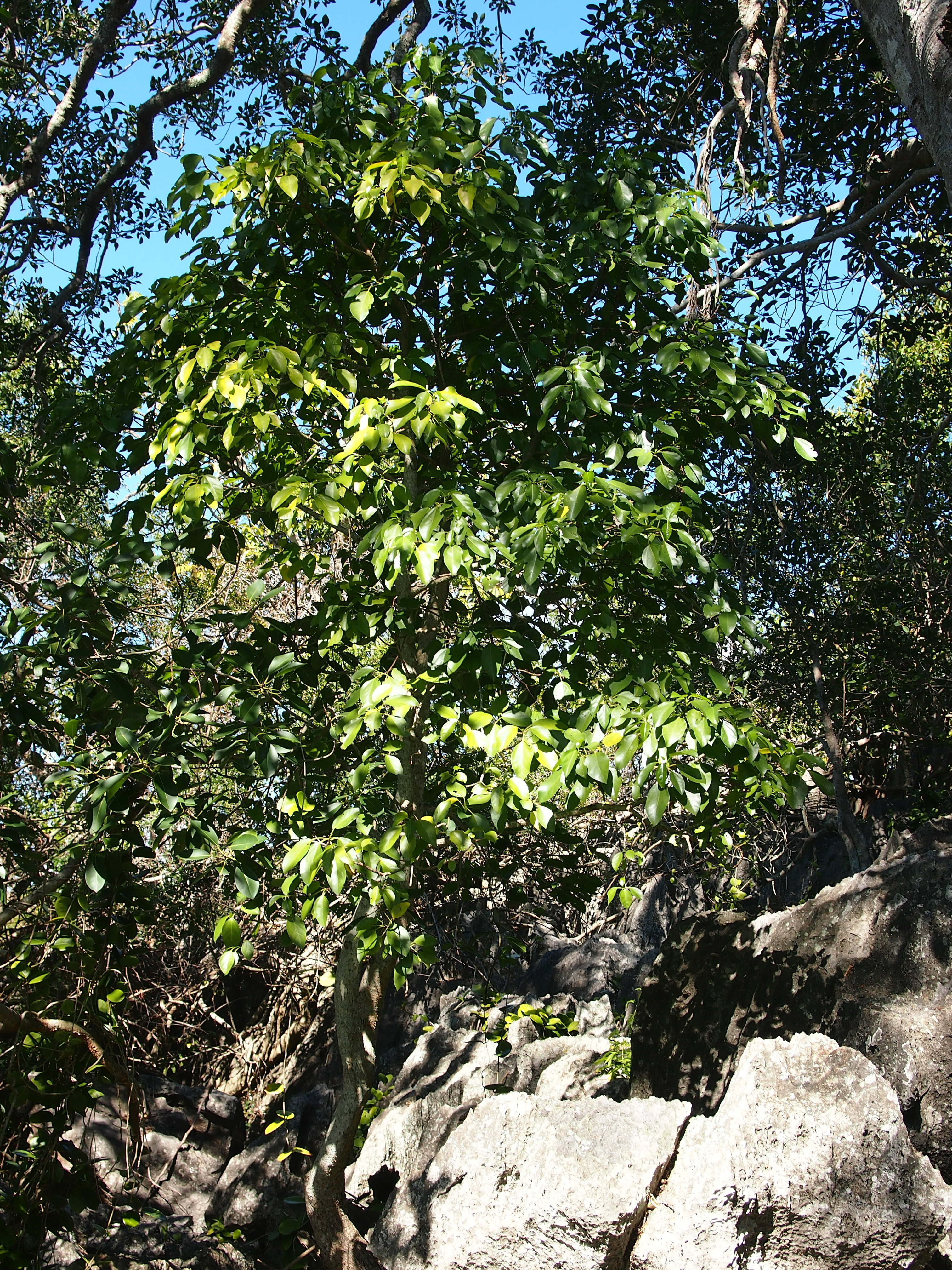
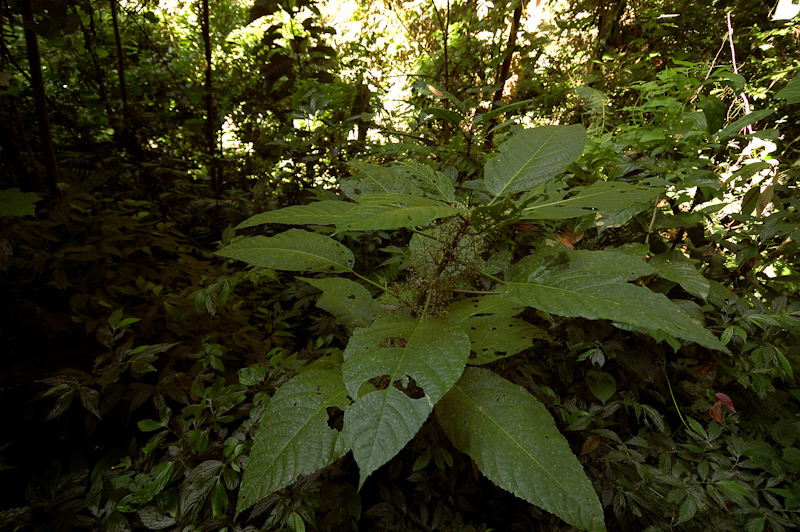

## Dottertaxa tillDendrocnide, i alfabetisk ordning[1]
- Dendrocnide basirotunda
- Dendrocnide carriana
- Dendrocnide celebica
- Dendrocnide contracta
- Dendrocnide corallodesme
- Dendrocnide cordata
- Dendrocnide cordifolia
- Dendrocnide crassifolia
- Dendrocnide densiflora
- Dendrocnide elliptica
- Dendrocnide excelsa
- Dendrocnide harveyi
- Dendrocnide kajewskii
- Dendrocnide kjellbergii
- Dendrocnide kotoensis
- Dendrocnide latifolia
- Dendrocnide longifolia
- Dendrocnide luzonensis
- Dendrocnide meyeniana
- Dendrocnide mirabilis
- Dendrocnide morobensis
- Dendrocnide moroides
- Dendrocnide oblanceolata
- Dendrocnide peltata
- Dendrocnide photiniphylla
- Dendrocnide pruritivus
- Dendrocnide rechingeri
- Dendrocnide rigidifolia
- Dendrocnide schlechteri
- Dendrocnide sessiliflora
- Dendrocnide sinuata
- Dendrocnide stimulans
- Dendrocnide subclausa
- Dendrocnide ternatensis
- Dendrocnide torricellensis
- Dendrocnide urentissima
- Dendrocnide warburgii
- Dendrocnide venosa
- Dendrocnide vitiensis